# Quạ ba chân
Quạ ba chân (giản thể: 三足乌; phồn thể: 三足烏; bính âm: sān zú wū) là một sinh vật được tìm thấy trong một loạt các truyện thần thoại và tác phẩm nghệ thuật khác nhau ở khu vực Đông Á. Nó được tin là có tồn tại trong văn hoá Đông Á và đại diện cho mặt trời.
Sinh vật này cũng được tìm thấy dưới dạng tượng trưng ở trên các đồng tiền cổ từ Lycia và Pamphylia.
Quạ ba chân có nguồn gốc từ Trung Quốc. Bằng chứng là mô típ chim mặt trời hoặc các sản phẩm vật tổ (totem) sớm nhất được khai quật có niên đại từ khoảng năm 5000 TCN từ khu vực đồng bằng hạ Dương Tử. Vật tổ chim mặt trời này đã được xem xét thuộc vào khoảng sau của thời kỳ văn hoá Ngưỡng Thiều và Long Sơn. Trung Quốc có một số phiên bản câu chuyện về quạ và quạ mặt trời, nhưng sự mô tả và thần thoại phổ biến nhất về quạ mặt trời là của Kim Ô, tức “Ác Vàng”.

## Trung Quốc
Trong thần thoại và văn hóa Trung Quốc, quạ ba chân được gọi là tam túc ô (tiếng Trung: 三足烏; bính âm: sānzúwū; tiếng Quảng Đông: sam1zuk1wu1; tiếng Thượng Hải: sae tsoh u (nghĩa là ¨chim ba chân¨) và hiện diện trong rất nhiều thần thoại. Nó cũng được nhắc đến trong Sơn hải kinh. Sự mô tả sớm nhất được biết đến của một con quạ ba chân xuất hiện trong đồ gốm đồ đá mới của văn hóa Ngưỡng Thiều. Tam túc ô cũng xuất hiện trong thập nhị thẻ bài được sử dụng trong trang trí đồ may mặc hoàng gia trang trọng ở Trung Hoa cổ đại. Một bức tranh lụa từ thời Tây Hán khai quật tại di chỉ Mã Vương Đôi cũng miêu tả một con tam túc ô đậu trên cây.

### Qua mặt trời trong thần thoại Trung Hoa

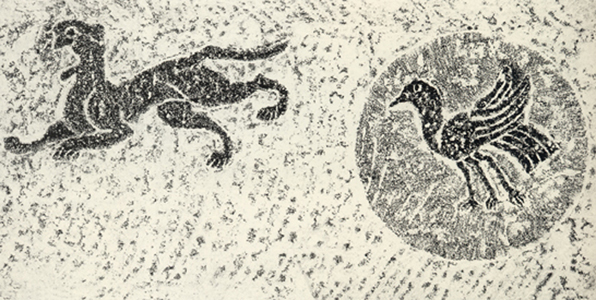
Tranh tường từ thời nhà Hán tìm thấy ở tỉnh Hà Nam, miêu tả một con quạ ba chân.

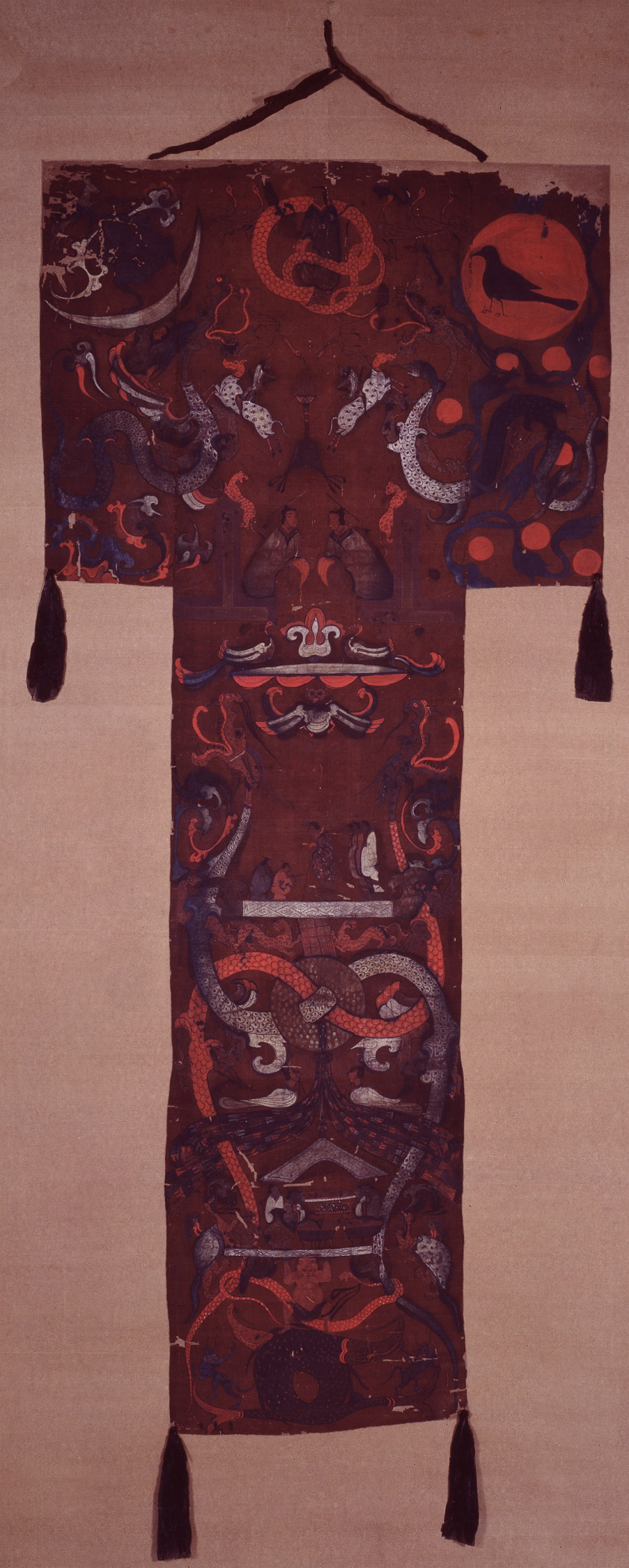
Tranh lụa trên cờ rước tang thời Tây Hán tìm thấy ở lăng mộ Mã Vương Đôi đời Hán của Đại Nương (d. 168 TCN), miêu tả cóc ba chân và nguyệt thố của mặt trăng (phía trên bên trái) và quạ ba chân của mặt trời (phía trên bên phải).

Sự mô tả và thần thoại phổ biến nhất của một tam túc ô là câu chuyện về một con quạ mặt trời có tên Dương Ô (tiếng Trung: 陽烏; bính âm: yángwū) hay là được nhắc đến phổ biến hơn là Kim Ô (tiếng Trung: 金烏; bính âm: jīnwū). Mặc dù nó thường được mô tả như một con quạ đen hoặc quạ thường, nó thường có màu đỏ thay vì đen.
Theo dân gian, ban đầu có mười con quạ mặt trời, kéo đi mười mặt trời riêng biệt. Chúng đậu trên một cành cây dâu tằm đỏ gọi là Phù Tang (tiếng Trung: 扶桑; bính âm: fúsāng), nghĩa đen là "cây dâu tằm nghiêng", ở phía Đông dưới chân thung lũng Mặt Trời. Cây dâu tằm này được cho rằng có rất nhiều hốc mở ra từ các nhánh. Mỗi ngày, một con quạ mặt trời sẽ được phân công đi du ngoạn khắp thế giới cùng một cỗ xe ngựa, được cưỡi bởi Hi Hòa, 'mẹ' của các mặt trời. Ngay sau khi một con quạ mặt trời trở lại, một con khác sẽ bắt đầu hành trình bay ngang qua bầu trời của nó. Theo Sơn hải kinh, quạ mặt trời thích ăn hai loại cỏ bất tử thần thoại, một gọi là Địa nhật (tiếng Trung: 地日; bính âm: dìrì), hay "mặt trời dưới đất", và loại kia là Xuân sanh (sinh) (tiếng Trung: 春生; bính âm: chūnshēng), hay "sinh nở vào mùa xuân". Quạ mặt trời thường được giáng trần từ thiên đàng xuống hạ giới và ăn các loại cỏ này, nhưng Hi Hoà không thích điều này, vì vậy bà che mắt chúng để không cho chúng làm như vậy. Dân gian cũng cho rằng, vào khoảng năm 2170 TCN, cả mười con quạ mặt trời xuất hiện trong cùng mỗi ngày, khiến thế giới chìm trong hạn hán thiêu đốt; thần bắn cung Hậu Nghệ đã cứu lấy chúng sinh bằng cách bắn hạ tất cả các con quạ, trừ lại một con. (Xem Tết Trung thu về các biến thể câu chuyện này.)

### Các sinh vật ba chân khác
Trong thần thoại Trung Quốc, có các sinh vật ba chân khác bên cạnh con quạ, ví dụ, con vực (魊) là "một con rùa ba chân là nguyên nhân gây bệnh sốt rét". Con quạ ba chân tượng trưng cho mặt trời có một bản sao âm dương là Thiềm Thừ (蟾蜍, "cóc ba chân"), tượng trưng cho Mặt trăng (cùng với nguyệt thố). Theo một truyền thống cổ xưa, con cóc này là do thần mặt trăng Hằng Nga hóa thành, người lấy trộm thuốc trường sinh từ người chồng, cung thủ Hậu Nghệ, và chạy trốn lên mặt trăng nơi cô hóa thành con cóc. Chim phượng hoàng thường được mô tả có hai chân, nhưng có một số trường hợp trong nghệ thuật mà nó có thêm chân thứ ba. Tây Vương Mẫu cũng được cho rằng có ba con chim màu xanh (tiếng Trung: 青鳥; Hán-Việt: Thanh Điểu; bính âm: qīngniǎo) thu thập thực phẩm cho bà, và trong nghệ thuật tôn giáo đời Hán, chúng được mô tả có ba chân. Trong Càn lăng đời nhà Đường, khi tập tục thờ Tây Vương Mẫu nở rộ, các con chim này cũng được vẽ có ba chân.

## Nhật Bản

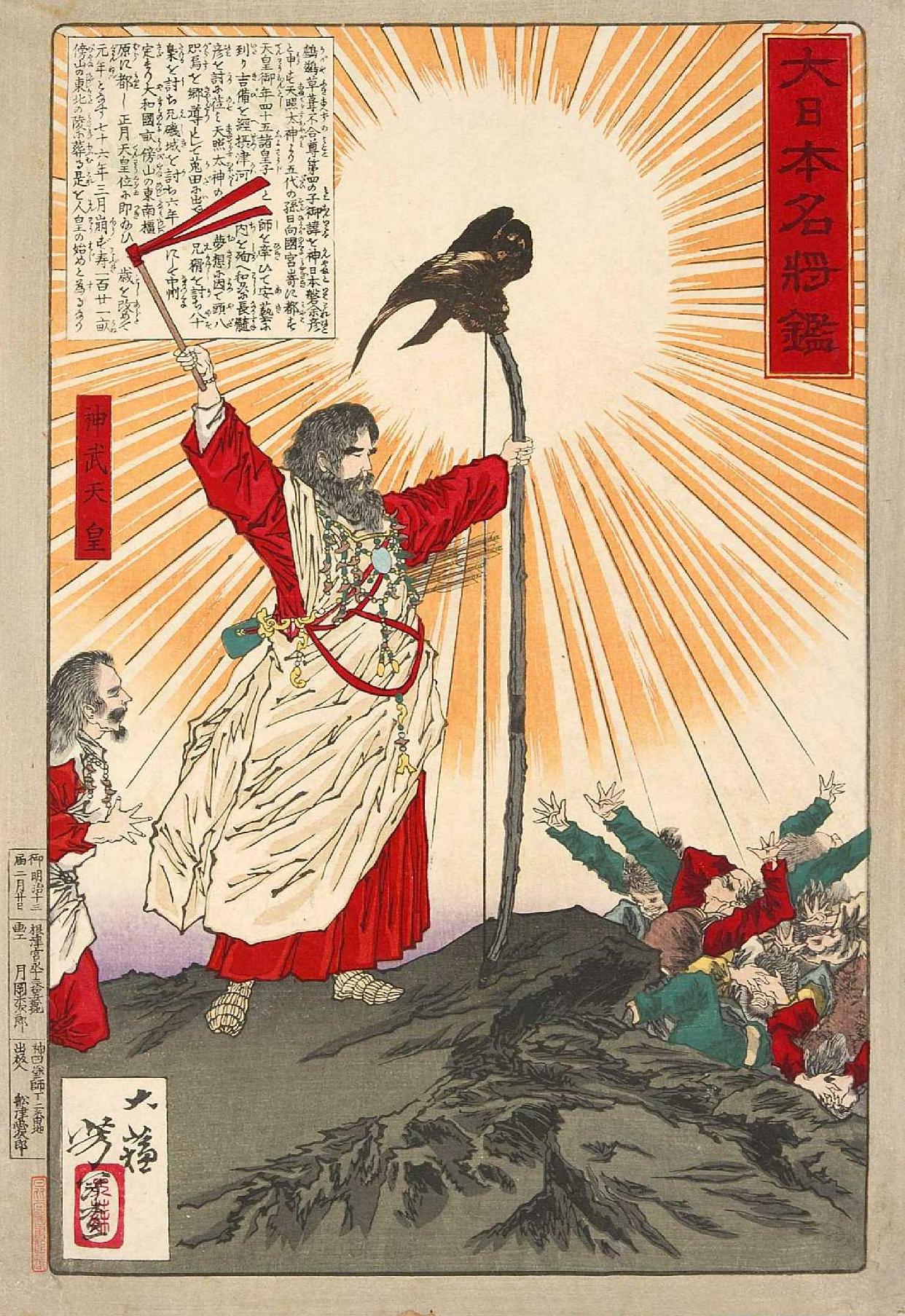
Yatagarasu dẫn lối cho Thiên hoàng Jimmu về phía đồng bằng của Yamato.

Trong thần thoại Nhật Bản, sinh vật biết bay này là một con quạ thường hoặc một con chim ác đen gọi là Yatagarasu quạ tám thước (八咫烏 (bát chỉ ô) quạ tám thước) và sự xuất hiện của loài chim lớn này được hiểu là bằng chứng về ý muốn của Thiên đàng hay can thiệp của thánh thần trong các vấn đề của con người.
Mặc dù Yatagarasu được nhắc đến tại một số địa danh trong Thần đạo, những miêu tả chủ yếu được nhìn thấy trên nghệ thuật tranh khắc gỗ thời Edo, rời vào giai đoạn nghệ thuật tranh khắc gỗ vào đầu thập niên 1800. Mặc dù ngày nay không được tán dương, con quạ là một dấu hiệu của sự tái sinh và trẻ hoá; việc con vật này theo lịch sử đã rũ bỏ sạch sẽ bụi bẩn sau những trận chiến lớn tượng trưng cho sự phục hưng sau thảm kịch như vậy.
Yatagarasu như một vị thần quạ là một biểu tượng đặc biệt cho sự dẫn lối. Con quạ lớn này được gửi xuống từ thiên đàng như một chỉ dẫn cho Thiên hoàng Jimmu trên hành trình đầu tiên của mình từ khu vực mà sẽ trở thành Kumano tới nơi sẽ trở thành Yamato, (Yoshino và sau này là Kashihara). Người ta thường chấp nhận rằng Yatagarasu là một hóa thân của Taketsunimi no mikoto, nhưng không có tài liệu nào trong số những thư tịch ban đầu còn sót lại mô tả đặc trưng như vậy.
Trong hơn một ví dụ, Yatagarasu xuất hiện như một con quạ ba chân, không chỉ trong Kojiki mà còn trong Wamyō Ruijushō.
Cả Hiệp hội bóng đá Nhật Bản và sau đó là các đội bóng mà hiệp hội quản lý như Đội tuyển bóng đá quốc gia Nhật Bản sử dụng biểu tượng Yatagarasu tương ứng trên biểu tượng và phù hiệu và của họ. Đội giành chiến thắng của Cúp Hoàng đế cũng được vinh dự đeo phù hiệu Yatagarasu vào mùa giải tiếp theo.

## Triều Tiên

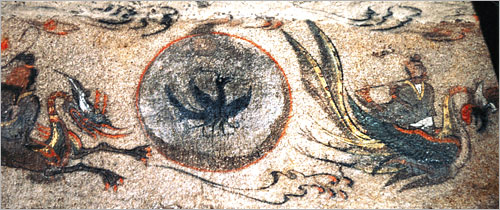
Con quạ ba chân với hai bên là rồng và phượng hoàng. Bức tranh tường từ thời kỳ Cao Câu Ly.

Trong thần thoại Triều Tiên, loài vật này được gọi là Samjok-o (hangul: 삼족오; hanja: 三足烏 - tam túc ô). Trong giai đoạn của vương quốc Goguryeo, Samjok-o được coi là biểu tượng của mặt trời. Người Goguryeo cổ đại nghĩ rằng một con quạ ba chân sống trên mặt trời, trong khi một con rùa sống trên mặt trăng. Samjok-o là một biểu tượng của quyền lực được đánh giá cao, được cho là mạnh hơn cả rồng và bonghwang của Triều Tiên.
Mặc dù Samjok-o chủ yếu được coi là biểu tượng của Goguryeo, nó cũng được tìm thấy ở các triều đại Goryeo và Joseon.
Trong văn hoá Hàn Quốc hiện đại, Samjok-o vẫn được tìm thấy đặc biệt là trong các bộ phim như Truyền thuyết Jumong. Con quạ ba chân là một trong những phù hiệu biểu tượng được xem xét để thay thế bonghwang trên quốc ấn của Hàn Quốc khi sự sửa đổi của nó đã được xem xét trong năm 2008. Samjok-o cũng xuất hiện trên phù hiệu hiện tại của Jeonbuk Hyundai Motors FC. Đã có một số công ty của Hàn Quốc sử dụng Samjok-o như logo công ty của họ.

### Trích dẫn
1. 1 2  Volker, T. (1975). The Animal in Far Eastern Art and Especially in the Art of the Japanese. Brill. tr. 39.
2. ↑  Chinese Prehistory
3. ↑  Yatagrarasu: The three-legged crow and its possible origins
4. ↑  Allan, Sarah (1991), The shape of the turtle: myth, art, and cosmos in early China, SUNY Press, tr. 31, ISBN 0-7914-0460-9
5. ↑  Katherine M. Ball (2004). Animal motifs in Asian art: an illustrated guide to their meanings and aesthetics. Courier Dover Publications. tr. 241. ISBN 978-0-486-43338-7.
6. ↑  Allan 1991, tr. 27
7. ↑  Lihui Yang; Deming An; Jessica Anderson Turner (2005). Handbook of Chinese mythology. ABC-CLIO. tr. 95–96. ISBN 978-1-57607-806-8.
8. ↑  Wolfram Eberhard (1986), A Dictionary of Chinese Symbols: Hidden Symbols in Chinese Life and Thought, Routledge, 292.
9. ↑  Feng Huang, Emperor of Birds
10. ↑  Ancient Spiral: The Phoenix
11. ↑  Richard E. Strassberg (2002). A Chinese bestiary: strange creatures from the guideways through mountains and seas. University of California Press. tr. 195. ISBN 978-0-520-21844-4.
12. ↑  Xi Wangmu Summary
13. ↑  China 1999 - Tang Dynasty Day
14. ↑  Ponsonby-Fane, Richard. (1962). Studies in Shinto and Shrines, pp. 143-152.
15. ↑  Ponsonby-Fane, Richard. (1963). Vicissitudes of Shinto, p. 11.
16. ↑  Ponsonby-Fane, p. 147.
17. ↑  "general information". Truy cập ngày 9 tháng 2 năm 2017.
18. ↑  "Three-Legged Bird to Replace Phoenix on State Seal," Lưu trữ ngày 18 tháng 1 năm 2006 tại Wayback Machine Chosun Ilbo (Soeul). ngày 16 tháng 1 năm 2006.